# متلازمة المفصل
متلازمة المفصل (بالإنجليزية: facet syndrome)‏ (المعروف أيضا باسم مرض المفاصل المشتركة، التهاب المفاصل، تضخم المفاصل أو التهاب المفاصل المشتركة) هو متلازمة تتفكك فيها المفاصل المشتركة (داء المفصلي الزليلي، من المحور إلى العجز) إلى درجة تسبب أعراض مؤلمة. بالتزامن مع مرض القرص التنكسي، وهو حالة متميزة ولكنها ذات علاقة وظيفية، يعتقد أن متلازمة المفاصل هي واحدة من أكثر الأسباب شيوعا لألم أسفل الظهر.

## الأعراض
تعتمد أعراض متلازمة المفصل كليًا تقريبًا على موقع المفصل المنحل، وشدة الضرر وكمية الضغط التي يتم وضعها على جذور الأعصاب المحيطة. من المهم ملاحظة أن مقدار الألم الذي يواجهه الشخص لا يرتبط بشكل جيد مع مقدار الانحطاط الذي حدث داخل المفصل. يعاني العديد من الأشخاص من الألم أو لا يشعرون بالألم في حين يتأثرون بنفس الضرر. 
بالإضافة إلى ذلك، في متلازمة المفاصل، يلعب دور المفصل المنحل دوراً هاماً في الأعراض التي تعاني منها. غالباً ما يشعر الأشخاص الذين يعانون من مفاصل متحللة في العمود الفقري العلوي بألم يشع في جميع أنحاء الرقبة العليا والكتفين. ومع ذلك، تظهر الأعراض في المقام الأول في العمود الفقري القطني، لأن السلالة هي الأعلى هنا بسبب الوزن الزائد للجسم والحركة القوية. عادة ما يشعر الأشخاص المتأثرون بالألم الباهت في الفقرات العنقية أو القطنية التي يمكن أن تشع في الأرداف والساقين. عادة، يزداد الألم سوءًا بسبب الضغط على المفاصل الجانبية، على سبيل المثال. عن طريق الانعراج إلى ظهر مجوف أو ثني جانبي ولكن أيضًا بالوقوف أو المشي لفترة طويلة.
غالباً ما يسمى الألم المرتبط بمتلازمة المفاصل «الألم المنقول» لأن الأعراض لا تتبع نمط جذر عصب معين ويمكن أن يواجه الدماغ صعوبة في تحديد المنطقة المحددة للعمود الفقري المتأثر. هذا هو السبب في أن المرضى الذين يعانون من متلازمة المفاصل يمكن أن يشعروا بالألم في أكتافهم، أرجلهم وحتى يتجلى في شكل الصداع.

## السبب
مثل العديد من المفاصل الأخرى في جميع أنحاء جسم الإنسان، يمكن أن تواجه جوانب التنكس الطبيعي من الاستخدام المستمر. بمرور الوقت، يمكن أن يبدأ الغضروف داخل المفاصل بشكل طبيعي في التلبد، مما يسمح له بأن يصبح رقيقًا أو يختفي تمامًا، والذي بدوره، يسمح للفقرات الملتصقة بالالتحام مباشرة ضد بعضها البعض مع قليل أو بدون زيوت تشحيم أو انفصال. نتيجة لهذا الاحتكاك غالبا ما تكون تورم أو التهاب أو أي أعراض مؤلمة أخرى.
وبمرور الوقت، سيستجيب الجسم بشكل طبيعي إلى حالة عدم الاستقرار داخل العمود الفقري من خلال تطوير نتوءات العظام، أو الأربطة السميكة أو حتى الأكياس التي يمكن أن تضغط على أو تضغط على جذور الأعصاب الحساسة الخارجة من العمود الفقري. 
وبينما يحدث هذا في المقام الأول بسبب التآكل والتلف الطبيعي، يمكن أن تحدث متلازمة الوجوه المتقدمة أيضًا نتيجة لإصابة في العمود الفقري أو مرض تنكسي أو خيارات نمط الحياة. يمكن أن تتضمن هذه الأسباب: 
- حدث غير متوقع وصادمي مثل حادث سيارة أو سقوط كبير أو إصابة رياضية عالية التأثير.

فصال عظمي 
الانزلاق الفقاري
- بدانة

تدخين
سوء التغذية
- عدم ممارسة الرياضة البدنية أو النشاط اليومي

## الفيزيولوجيا المرضية
55 ٪ من حالات متلازمة المفاصل تحدث في الفقرات العنقية، و 31 ٪ في أسفل الظهر. يمكن أن تتطور متلازمة المفاصل إلى هشاشة العظام في العمود الفقري، والذي يعرف باسم داء الفقار. تشكل الحالة المرضية للمفصل C1-C2، وهو الأكثر تحركًا في جميع فقرات الفقري، 4٪ من جميع داء الفقار. 

### مفاصل
يتم تشكيل المفاصل الجانبية من خلال العمليات العليا والسفلية لكل فقرة. تحتوي أول فقرة عنق على سطح مفصلي أدنى، ولكن، حيث أنها لا تقيد الجانبية أو الخلفية، لا تعتبر دائمًا زيجوما مناسبة (زيجوما يونانية لـ «نير»، أي شيء يقيد الحركة). في العمود الفقري القطني، توفر المفاصل حوالي 20 في المئة من ثبات التواء في الظهر المنخفض. يتم وضع كل مفصل وجهي عند كل مستوى من العمود الفقري لتوفير الدعم اللازم خاصة مع الدوران. 
تمنع المفاصل الجانبية أيضًا كل فقرة من الانزلاق فوق الفقرة أدناه. كبسولة صغيرة تحيط كل مفصل وجهي توفير مواد التشحيم المغذية للمفصل. أيضا، كل مشترك لديه إمداد غني بالألياف العصبية الصغيرة التي توفر محفزًا مؤلمًا عندما يكون المفصل مصابًا أو متهيجًا. يمكن أن تسبب المظاهر الملتهبة تشنجًا عضليًا قويًا.

## التشخيص
يمكن تشخيص متلازمة المفاصل بشكل نمطي من خلال الفحص البدني والتصوير بالرنين المغناطيسي والأشعة السينية و/أو كتلة التشخيص في المفصل المشتبه به. 
لا تحتوي المتلازمة على رقم محدد في التصنيف الدولي للأمراض.

## علاج
بشكل عام، يتم وصف العقاقير المضادة للالتهابات في البداية. وعادة ما يرافق هذا العلاج الطبي عن طريق العلاج الطبيعي لزيادة عضلات الظهر والمعدة. وبالتالي، يمكن تخفيف العمود الفقري واستقراره. إذا لم تؤد هذه التدابير المحافظة إلى تحسين، يمكن إجراء إجراءات قليلة التدخل مثل اختراق المفصل لتقديم الإغاثة. في هذا الإجراء، يتم حقن مخدر موضعي مباشرة في المفصل المعني، عادة في تركيبة مع إعداد الكورتيزون (الكورتيكوستيرويد).

## انظر ايضًا
- التصوير بالرنين المغناطيسي
- أشعة سينية